# Ad Konings
Adrianus Franciscus Johannes Marinus Maria Konings, detto Ad (Roosendaal, 11 gennaio 1956), è un ittiologo, biologo e fotografo olandese, originariamente formatosi in medicina e biologia.

Konings è noto principalmente per le sue ricerche sui ciclidi africani dei laghi della Rift Valley Dopo gli studi ad Amsterdam, ha trascorso gran parte della sua vita a Rotterdam.

## Studi accademici e inizio della carriera
Konings iniziò ad allevare ciclidi all'età di 14 anni nel 1970.  Presto si trovò ad allevare ciclidi africani rari, e a lavorare come assistente del più grande commerciante di pesci tropicali dell'Olanda.
Dal 1974 al 1980 Konings studiò biologia medica all'Università di Amsterdam, ottenendo il Ph.D. nel 1980. Scelse questo campo di studi nonostante il suo amore per l'ittiologia poiché temeva che se avesse scelto quest'ultima non sarebbe riuscito a trovare un impiego. Dal 1980 al 1986 si occupò di ricerche sugli enzimi lisosomali all'Università Erasmus di Rotterdam. La maggior parte di questo lavoro aveva a che fare con il DNA (biologia molecolare).
Nel 1986, Konings si trasferì a St. Leon-Rot, in Germania (vicino Heidelberg), dove iniziò a scrivere libri e ad allevare ciclidi del Lago Tanganica. Lavorò per diciotto mesi al Dipartimento di Parassitologia dell'Università di Heidelberg.

## Editore e fotografo
Konings e la sua futura moglie aprirono una loro casa editrice nel 1991, la Cichlid Press. Il primo libro da essi pubblicato si intitolava "Cichlids Yearbook, vol. 1". La casa editrice è cresciuta fino a pubblicare un buon numero di guide sui ciclidi, scritte da Konings e da altri autori; le sue pubblicazioni sono spesso considerate lavori di riferimento su diverse classi di ciclidi africani. Su Amazon vi sono 36 libri e pubblicazioni differenti a suo nome. Konings è anche un prolifico fotografo.
Due ciclidi del Lago Malawi prendono nome da lui: Aulonocara koningsi, nome dato da Patrick Tawil nel 2003, e Placidochromis koningsi, dato da Hanssens nel 2004.
Nell'ultimo periodo della sua carriera la celebre ittiologa Ethelwynn Trewavas fece da mentore a Konings, fornendogli suggerimenti e feedback sulla sua ricerca. Quando, verso la fine della sua vita, la vista iniziò a difettarle, gli chiese di accettare il suo microscopio come un dono simbolico dalla famosa esperta di ciclidi africani del ventesimo secolo all'uomo che le era succeduto nel descrivere una moltitudine di nuove specie di ciclidi.
Konings ebbe come mentore anche l'importante esploratore e esportatore di pesci Stuart Grant all'inizio della sua carriera, e quando Konings sposò sua moglie Gertrud, anche lei biologa, nel 1996 in Malawi Grant e sua moglie Esther fecero rispettivamente da testimone dello sposo e damigella d'onore.
Konings si trasferì a El Paso, Texas, nel 1996, trasferendo la casa Cichlid Press insieme alla sua famiglia. Nelle interviste ha parlato del suo amore per il clima e per il paesaggio del luogo come della ragione per il trasferimento. I Konings hanno intrapreso lo studio dei cactus a partire dal momento del loro trasferimento, fotografando ogni specie e varietà di cactus nativa del Texas.
Occasionalmente Konings conduce spedizioni presso il Lago Malawi, e abitualmente tiene conferenze in tutto il mondo.

## Pubblicazioni
- Malawi Cichlids in Their Natural Habitat by Ad Konings; copertina rigida; Cichlid Press; 3rd edition (2001); ISBN 0-9668255-3-5; ISBN 978-0-9668255-3-4
- Enjoying Cichlids by Kjell Fohrman, Mary Bailey, Ad Konings; copertina rigida; Cichlid Press (2002); ISBN 0-9668255-7-8; ISBN 978-0-9668255-7-2
- Celebrating Cichlids from Lakes Malawi and Tanganyika by Ad Konings; copertina rigida; Cichlid Press (2005); ISBN 1-932892-02-8; ISBN 978-1-932892-02-4
- Tanganyika Cichlids in Their Natural Habitat by Ad Konings; copertina rigida; Cichlid Press; ISBN 0-9668255-0-0; ISBN 978-0-9668255-0-3
- Guide to Malawi Cichlids by Ad Konings; copertina rigida; Aqualog Verlag GmbH (1997); ISBN 3-9805605-3-8; ISBN 978-3-9805605-3-5
- Guide to Tanganyika Cichlids by Ad Konings; copertina rigida; Aqualog Verlag GmbH (1996); ISBN 3-928457-37-3; ISBN 978-3-928457-37-8
- Konings' Book of Cichlids and All the Other Fishes of Lake Malawi by Ad Konings; copertina rigida; TFH Publications (1991); ISBN 0-86622-527-7; ISBN 978-0-86622-527-4
- Cichlids from Central America by Ad Konings; copertina rigida; Tropical Fish Hobbyist (1989); ISBN 0-86622-700-8; ISBN 978-0-86622-700-1
- The Cichlid Diversity of Lake Malawi/Nyasa/Niassa: Identification, Distribution and Taxonomy by Jos Snoeks and Ad Konings; copertina rigida; Cichlid Press (November, 2004); ISBN 0-9668255-8-6; ISBN 978-0-9668255-8-9
- Cacti of Texas: in their natural habitat by Gertrud & Ad Konings; Cichlid Press (2009); ISBN 978-1-932892-08-6
- Featherfins in their natural habitat.; ISBN 978-1-932892-17-8